# Simulium latipes
Simulium latipes är en tvåvingeart som först beskrevs av Johann Wilhelm Meigen 1804.  Simulium latipes ingår i släktet Simulium och familjen knott. Arten är reproducerande i Sverige. Inga underarter finns listade i Catalogue of Life.